# 壯體帆鰭杜父魚
壯體帆鰭杜父魚，為輻鰭魚綱鮋形目杜父魚亞目絨杜父魚科的其中一種，為溫帶海水魚，分布於北太平洋阿拉斯加至美國華盛頓州海域，棲息深度0-73公尺，體長可達8公分，棲息在沙石底質沿岸底層水域，生活習性不明。